# Argyractis hamiferalis
Argyractis hamiferalis là một loài bướm đêm trong họ Crambidae.